# Daniele Contrini
Daniele Contrini (født 15. august 1974) er en italiensk tidligere professionel cykelrytter.